# 梅尔屈罗勒
梅尔屈罗勒（法語：Mercurol，法語發音：[mɛʁkyʁɔl]）是法国德龙省的一个旧市镇，属于瓦朗斯区。2016年，梅尔屈罗勒与市镇沃讷合并为新市镇梅尔屈罗勒-沃讷，梅尔屈罗勒为新市镇行政中心。

## 地理
梅尔屈罗勒（45°4'34"N, 4°53'27"E）面积20.82 平方千米，位于法国奥弗涅-罗讷-阿尔卑斯大区德龙省，该省份为法国东南部内陆省份，北起顺时针与伊泽尔省、上阿尔卑斯省、上普罗旺斯阿尔卑斯省、沃克吕兹省和阿尔代什省接壤。
与梅尔屈罗勒接壤的市镇（或旧市镇、城区）包括：罗讷河畔图尔农。

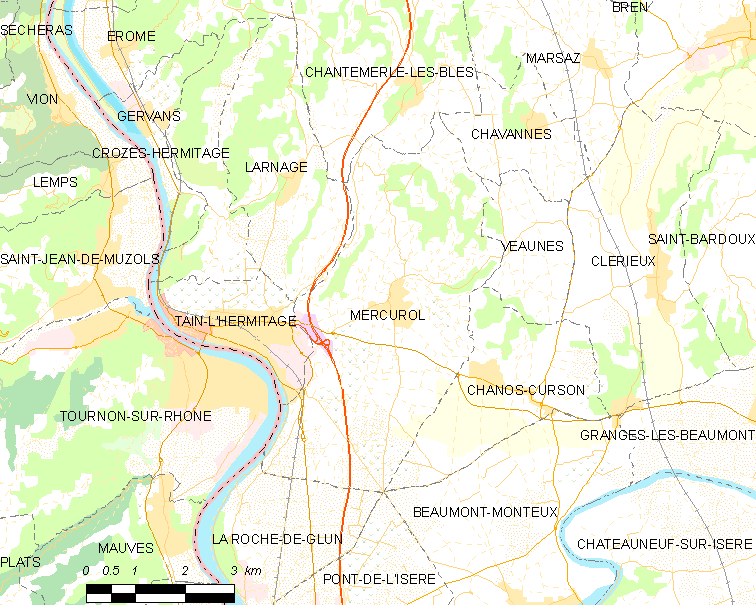
梅尔屈罗勒的OSM定位图

梅尔屈罗勒的时区为UTC+01:00、UTC+02:00（夏令时）。

## 行政
梅尔屈罗勒的邮政编码为26600，INSEE市镇编码为26179。

## 政治
梅尔屈罗勒所属的省级选区为坦莱尔米塔日县。

## 人口

1962-2008年间梅尔屈罗勒人口变化图示

梅尔屈罗勒于2013时的人口数量为2245人。